# Тара (отац Аврамов)
Тара је био отац Аврамов, син Нахоров и дјед Исаков. 
Тара је са 70 година добио сина Аврама. Његова дјеца су Аврам, Нахор, Аран, а Аранов син је Лот. 
 
Аран је умро прије Таре. Тара је умро са 205 година.